# Gérard Fourez
Pour les articles homonymes, voir Fourez.
Gérard Fourez est un prêtre jésuite et théologien belge, né le 16 janvier 1937 à Gand et mort le 2 septembre 2018 à Lustin. 
Diplômé en physique théorique, en philosophie et en mathématiques, il est à l'origine du département de sciences, philosophies et sociétés de l'université de Namur.

## Biographie
Docteur en physique théorique de l'université du Maryland et titulaire d'une licence en philosophie et en mathématiques obtenues à l'université catholique de Louvain, Gérard Fourez a créé en 1969 le département de sciences, philosophies et sociétés à l'université de Namur où il a notamment enseigné la philosophie de l'éducation et l'éthique des sciences. 
Il a été membre du comité de rédaction de la Revue nouvelle.

## Travaux
En théologie, face à la crise des vocations et la raréfaction des prêtres catholiques officiants, Gérard Fourez regrette « la tendance à se référer à une conception plutôt magique du rôle du prêtre qui “consacre” » et considère que l'ordination est à envisager comme « la reconnaissance et la célébration d’un don de Dieu » et non comme « la transmission d'un pouvoir magique ». Rappelant que les interprétations de la présence du Christ dans l'Eucharistie ont pris et prennent des formes variées selon les époques et les cultures, il affirme que ce qui fait qu'il y a eucharistie, « c'est l'engagement de la communauté suscité par l’Esprit et par l’Évangile ». Pour lui, « c'est ainsi que, quand une communauté se réunit pour faire mémoire – en paroles et en actions – de la bonne nouvelle en Jésus-Christ, elle célèbre l'eucharistie, qu'un prêtre ordonné soit présent ou pas ».  
En épistémologie, il participe activement à l'organisation des Journées internationales sur la communication, l'éducation et la culture scientifiques et industrielles (Journées de Chamonix). Il s'intéresse en particulier à l'alphabétisation scientifique et technique.  
Il intervient en éducation à la santé et en éducation relative à l’environnement, qu’il souhaite à associer à la justice et à la paix. Il analyse aussi bien les paradigmes que les modules pédagogiques, dans des approches interdisciplinaires,.  

## Ouvrages
- Au-delà des interdits : D'une morale de la rencontre à une morale sociale, Duculot, 1972 (OCLC 299683315)
- La Science partisane : essai sur les significations des démarches scientifiques, Duculot, 1974, 176 p. (ISBN 978-2-8011-0034-9)
- (en) Sacraments and passages : celebrating the tensions of modern life, Ave Maria Press, 1983, 165 p. (ISBN 978-0-87793-301-4)
- Alphabétisation scientifique et technique : essai sur les finalités de l'enseignement des sciences, De Boeck Supérieur, 1994, 218 p. (ISBN 978-2-8041-1958-4)
- Pour une éthique de l'enseignement des sciences, Chroniques Sociales, 1995 (ISBN 978-2-87003-193-3)
- avec Véronique Englebert-Lecomte et Philippe Mathy, Nos savoirs sur nos savoirs : un lexique d'épistémologie pour l'enseignement, De Boeck et Larcier, 1997, 169 p. (ISBN 978-2-8041-2606-3)
- Éduquer : écoles, éthiques, sociétés, De Boeck Supérieur, 1998 (ISBN 978-2-8041-2826-5)
- La Construction des sciences : Les logiques des inventions scientifiques, De Boeck Université, 2001, 4e éd., 384 p. (ISBN 978-2-8041-3837-0)
- Cette foi-ci : Itinéraire d'un confiant, Factuel, 2002, 252 p. (ISBN 978-2-940313-28-0)
- avec Marie Larochelle, Apprivoiser l'épistémologie, De Boeck Supérieur, 2004 (ISBN 978-2-8041-4708-2)
- Une bonne nouvelle pour le monde, Editions Novissima, Bruxelles, 1987